# Ban’etsu-Autobahn
Die Ban’etsu-Autobahn (jap. 磐越自動車道, Ban’etsu jidōshadō) ist eine Autobahn in Japan. In der 2017 eingeführten Nummerierung hat sie die Nummer E49. Die Autobahn ist eine Ost-West-Route über den nördlichen Teil der Insel Honshū, von Iwaki in der Präfektur Fukushima über Kōriyama nach Niigata an der Westküste. Zwischen Yasuda und Niigata ist ein kurzer Abschnitt einspurig. Der Rest der Autobahn hat 2 × 2 Fahrspuren. Die Autobahn ist 213 Kilometer lang.
Ban’etsu (磐越) bezeichnet dabei die Region der historischen Provinzen Iwaki (磐城国; heute der Ostteil der Präfektur Fukushima) und Echigo (越後国; heute Präfektur Niigata).

## Straßenbeschreibung
Die Ban’etsu-Autobahn beginnt bei Iwaki, in der Nähe der Ostküste, an der Jōban-Autobahn, eine Nord-Süd-Autobahn von Tokio an der Küste entlang nach Norden. Die Autobahn hat 2×2 Fahrspuren und läuft nach Nordwesten, durch eine bewaldete und hügelige Landschaft. Die Abfahrten sind sehr weit voneinander entfernt. Nach etwa 60 Kilometern erreicht man die Stadt Kōriyama, wo sie die Tōhoku-Autobahn kreuzt, die wichtigste Nord-Süd-Autobahn von Tokio nach Aomori im Norden. Der Westen dieser Gegend ist bergig aber die Ban’etsu Autobahn läuft durch eine noch ebene Gegend. Hier kommt die Stadt Aizu-Wakamatsu, die einzige größere Stadt zwischen Koriyama und Niigata. Dann folgt eine Bergkette mit vielen mittleren Tunneln von mehreren Kilometern Länge. Von Yasuda führt ein einspuriger Abschnitt bis kurz vor die Stadt Niigata. Die Autobahn kreuzt dann die Nihonkai-Tōhoku-Autobahn und die Hokuriku-Autobahn und endet dann in der Stadt Niigata.

## Geschichte
Die Ban’etsu-Autobahn ist relativ neu. Der erste Abschnitt wurde am 31. Oktober 1990 zwischen Bandai und der Tōhoku-Autobahn bei Kōriyama eröffnet. In den Jahren 1991 und 1992 folgten weitere Bereiche im Osten der Insel. Am 28. Juli 1994 eröffnete der erste Abschnitt im Westen, zwischen Yasuda und Niigata, als einspurige Autobahn. Am 2. August 1995 wurde der letzte Teil des östlichen Abschnittes zwischen Iwaki und Koriyama eröffnet. Am 1. Oktober 1997 wurde der letzte Teil des Ban’etsu Autobahn zwischen Tsugawa und Nishiaizu eröffnet.
Die Ban’etsu-Autobahn war die einzige Autobahn mit Überführungen, aber zunächst ohne 2 × 2 Fahrspuren. Erst im Jahr 1999 eröffnete der erste 2×2 Abschnitt bei Bandai. Im Jahr 2004 wurde der östliche Teil zwischen Iwaki und Koriyama auf 2×2 Fahrstreifen verbreitert. Es folgten dann weitere Teile des mittleren Abschnitts.

## Eröffnungsdaten der Autobahn
| von          | nach         | Länge | Datum      |
| ------------ | ------------ | ----- | ---------- |
| Kōriyama     | Bandaiatami  | 9 km  | 31.10.1990 |
| Bandai-Atami | Inawashiro   | 18 km | 07.08.1991 |
| Inawashiro   | Aizubange    | 34 km | 19.10.1992 |
| Yasuda       | Niigata-Chūō | 23 km | 28.07.1994 |
| Iwaki        | Kōriyama     | 71 km | 02.08.1995 |
| Aizubange    | Nishiaizu    | 12 km | 17.10.1996 |
| Tsugawa      | Yasuda       | 23 km | 14.11.1996 |
| Nishiaizu    | Tsugawa      | 22 km | 01.10.1997 |

## Verkehrsaufkommen
Das Verkehrsaufkommen betrug im Jahr 2005 9100 Fahrzeuge pro Tag am östlichen Ende bei Iwaki, der zu einem Fahrzeugaufkommen von 12.900 Fahrzeugen pro Tag bei Koriyama steigt. Westlich fahren ca. 6500 bis 8000 Fahrzeuge pro Tag im mittleren Teil und 8300 Fahrzeuge pro Tag am westlichen Ende bei Niigata.

## Ausbau der Fahrbahnen
| von     | nach         | Länge  | Fahrspuren |
| ------- | ------------ | ------ | ---------- |
| Iwaki   | Yasuda       | 189 km | 2 × 2      |
| Yasuda  | Niigata      | 20 km  | 2 × 1      |
| Niigata | Niigata-Chūō | 5 km   | 2 × 2      |